# ويليام إف. وارد جونيور
ويليام إف. وارد جونيور (بالإنجليزية: William F. Ward, Jr.)‏ هو ضابط أمريكي، ولد في 23 أغسطس 1928 في إيفرت في الولايات المتحدة، وتوفي في 21 يونيو 2018.